# Michel-André Latty
Michel-André Latty (Gaspard Marie Michel-André Latty à l'état civil), né le 22 juillet 1844 à Cagnes-sur-Mer et mort le 3 octobre 1928 est un prélat français, évêque de Châlons-sur-Marne puis archevêque d'Avignon.

## Ministères
Il a été ordonné prêtre le 19 septembre 1868. 
Il est nommé évêque de Châlons-sur-Marne le 21 mai 1894 par la pape Léon XIII. Il reçoit la consécration épiscopale le 8 septembre suivant par le cardinal François-Marie-Benjamin Richard de la Vergne. Il reste à ce poste jusqu'au 15 octobre 1907 lorsqu'il est transféré à Avignon comme archevêque. Il le reste jusqu'à sa mort le  3 octobre 1928.